# Hans O. Sjöström
Hans Olof Sjöström, född 11 maj 1939, är en svensk journalist, författare och översättare. Sjöström har gett ut tre romaner och fyra facklitterära böcker. Han har också arbetat med tidskriften Folket i Bild/Kulturfront.

## Böcker
- Patrice Lumumba (Forsberg, 1966)
- En sakkunnigs kärleksliv: en roman (Gidlund, 1977)
- Ett lysande sällskap (Gidlund, 1978)
- Klassens ljus: eller Hur man hamnar i arbetarregeringen (Norstedt, 1987)
- Står min lycka i Guds händer: roman (Norstedt, 1991)
- Från Barnvagnen till Pretty woman: om jämställdhet i populärkulturen (SNS, 1992)

## Översättningar (urval)
- John Reed: Mexiko i uppror och andra reportage (The education of John Reed) (Norstedt, 1981)
- Sue Townsend: Unge Adrians lidanden (The growing pains of Adrian Mole) (Legenda, 1985)
- Dag Solstad: Gymnasielärare Pedersens redogörelse för den stora politiska väckelsen som har hemsökt vårt land (Gymnasielærer Pedersens beretning om den store politiske vekkelsen som har hjemsøkt vårt land) (Norstedt, 1985)
- Marilyn French: Bortom makten: om kvinnor, män och moral (Beyond power) (Legenda, 1987)
- Carl von Ossietzky: Osaliga äro de fridsamma: artiklar 1918-33 (Ordfront, 1988)
- Nawal El Saadawi: Imamens fall (Ordfront, 1988)
- Egon Erwin Kisch: Den rasande reportern: reportage 1920-1948 (Ordfront, 1992)
- Edward W. Said: Orientalism (Orientalism) (Ordfront, 1993)
- Timothy Garton Ash: Samtidens historia: rapporter från Europa vid 1900-talets slut (History of the present) (Norstedt, 2000)
- Susan Faludi: Den amerikanska mardrömmen: bakhållet mot kvinnorna (The terror dream) (Leopard, 2008)
- Philip Kerr: Dimridå (The pale criminal) (Historiska media, 2014)
- Rosemary Sullivan: Stalins dotter: Svetlana Allilujevas märkliga och tumultartade liv (Norstedt, 2016)